# San Juan del Monte (Spanyolország)
San Juan del Monte egy község Spanyolországban, Burgos tartományban. San Juan del Monte Peñaranda de Duero, La Vid y Barrios, Vadocondes, Zazuar és Hontoria de Valdearados községekkel határos. Lakosainak száma 152 fő (2024).

## Népesség
A település népessége az utóbbi években az alábbiak szerint változott:
| Lakosok száma | 179  | 167  | 158  | 148  | 162  | 149  | 136  | 151  | 156  | 152  |
|               | 2001 | 2004 | 2006 | 2009 | 2011 | 2014 | 2016 | 2019 | 2021 | 2024 |